# Hendrik Viervant
Hendrik Viervant (Arnhem, 3 januari 1718 – aldaar, 28 februari 1775) was een Nederlands timmerman en architect, telg uit het Arnhemse geslacht Viervant. Hij was een zoon van de Arnhemse stadstimmerman Leendert Viervant de Oudere (1689-1762) en Hendrica Theunisse Rensing (?-1771). Hij was de broer van Anthony Viervant (1720-1775), die ook als bouwkundige in Arnhem actief was.
Hendrik Viervant was sinds 1751 gehuwd met Catharina Maria Otten (1718-1786) uit Doetinchem, de zus van de neoclassicistische architect Jacob Otten Husly (1738-1796), die zich al spoedig in Amsterdam zou vestigen. Hendrik Viervant was de vader van Leendert Viervant de Jongere (1752-1801), later ook als architect in Amsterdam werkzaam, en de predikant Hendrik Husly Viervant (1754-1814), in 1792 eveneens naar Amsterdam verhuisd. Zijn ene dochter Anna Hendrika Viervant (1756-1826) trouwde met Lodewijk Koops (1757-1795), predikant te Ellecom; zijn andere dochter Bertha Elisabeth Viervant (1760-1810) met haar neef, de architect Roelof Roelofs Viervant (1755-1819), de zoon van Hendriks broer Anthony.
Hendrik Viervant werd in 1744 meesterlid van het St.Jozefstimmermansgilde en werd op z'n laatst in 1755 net als zijn vader stadstimmerman. Daarnaast verzorgde hij vanaf 1763 bouwkundelessen aan het stedelijk Burgerweeshuis.
In Arnhem bouwde hij na aankoop van het perceel Bakkerstraat 24 op die plek zijn eigen woonhuis, direct naast dat van zijn vader, dat hij na diens dood in 1762 zou erven. In 1755 ontwierp hij een pomp voor de Korenmarkt. In 1768-1770 was hij betrokken bij de constructie van een orgelkas voor de Sint-Eusebiuskerk. Zijn hoofdwerk in Arnhem werd de Stadswaag op de hoek van de Grote Markt (1761-1768), waarvoor hij ook beeldhouwwerk heeft gemaakt.
Buiten Arnhem bouwde hij vermoedelijk in 1745-1746 de (sindsdien herhaaldelijk sterk verbouwde) buitenplaats Rhederoord bij De Steeg voor de Arnhemse burgemeester Willem Reinier Brantsen. In 1751 werd hij samen met zijn vader Leendert Viervant de Oudere belast met de vergroting van de villa Larenstein in Velp voor de oud-raad fiscaal van Curaçao, Jan van Schagen (in 1906 gesloopt). In 1762-1764 bouwde hij Huis (Kasteel) Zijpendaal bij Arnhem (in 1883 door Pierre Cuypers verbouwd) voor de Arnhemse stadssecretaris Hendrik Willem Brantsen, de broer van de bouwheer van Rhederoord.

## Literatuur

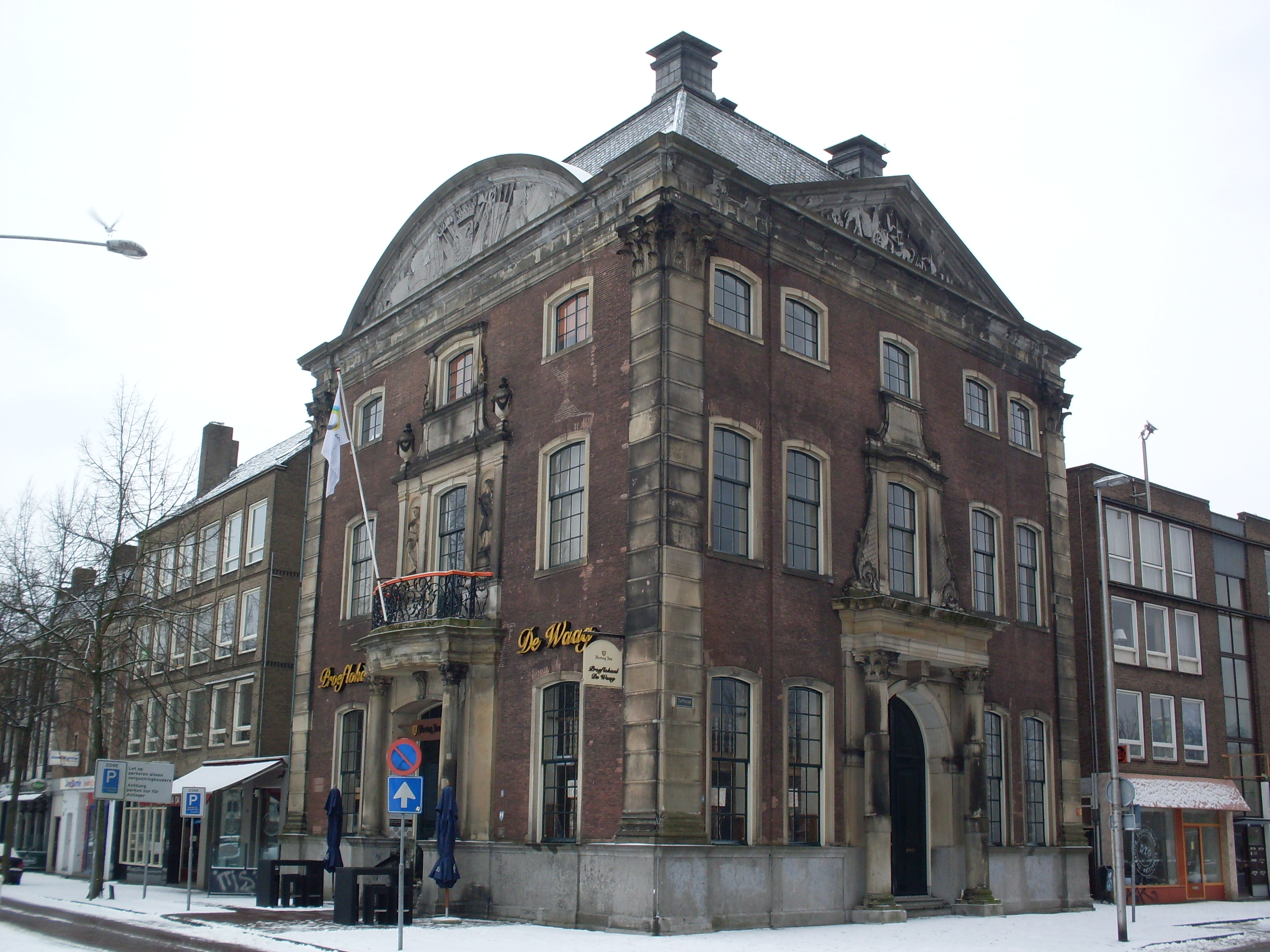
De Stadswaag in Arnhem
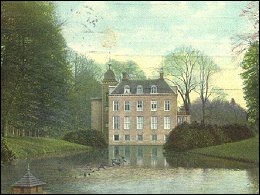
Huis Zijpendaal in Arnhem
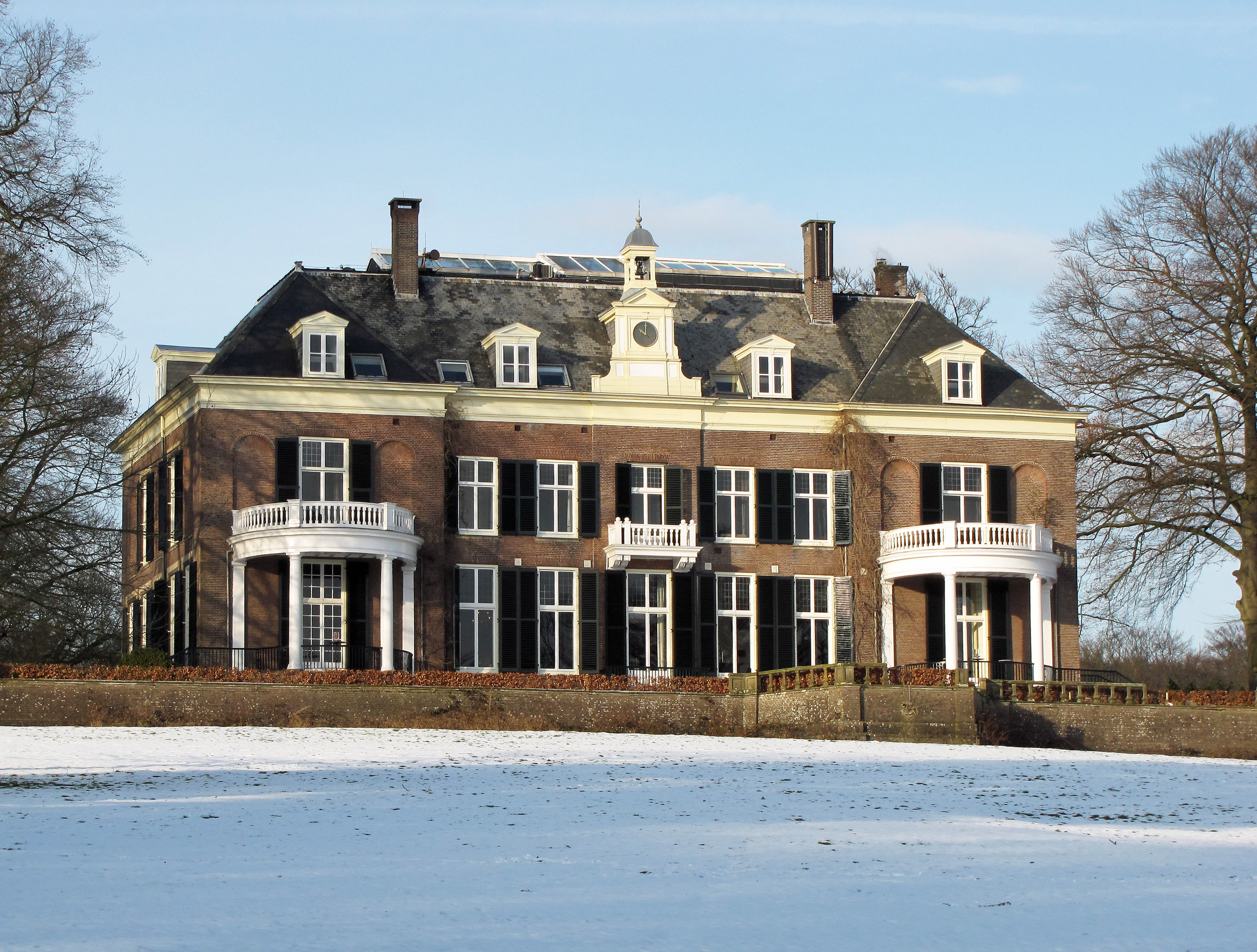
Huis Rhederoord in De Steeg